# Gran Casino
Gran Casino o En el viejo Tampico, es una película de drama mexicana de 1946, dirigida por Luis Buñuel y protagonizada por Jorge Negrete y Libertad Lamarque. Esta clásica película es una de las pocas producciones comerciales del director surrealista y neorrealista Luis Buñuel y la primera dirigida en México. El Trío Calaveras que acompañaba a Negrete en sus giras musicales hace apariciones en la película. La historia adaptada de la novela El rugido del paraíso de Michel Weber relata los problemas con inversionistas del petróleo antes de su expropiación por el gobierno mexicano.

## Argumento
En la ciudad petrolera y portuaria de Tampico (Tamaulipas) de principios de siglo, Gerardo Ramírez y Demetrio García, dos prófugos de la cárcel, entran a trabajar para el argentino José Enrique Irigoyen, quien explota pozos petroleros. El petrolero desaparece y su hermana Mercedes llega a Tampico para hacerse cargo del negocio. Aunque sospecha que Gerardo y Demetrio pueden estar involucrados en la desaparición de su hermano, Mercedes no puede evitar sentirse atraída por el primero.

## Oscar Dancigers
Francés pero de origen ruso-judío, Óscar Dancigers había sido perseguido y huyó de los nazis en 1940, debido a ser miembro del Partido Comunista proscrito por la Alemania nazi. Se estableció en México, donde en poco tiempo fundó Ultramar Filma y obtuvo un considerable éxito como un productor independiente pequeño. Dancigers especializado en asistir a las compañías de cine estadounidenses con una locación de producción en México. Por lo tanto, su compañía fue directamente beneficiaria por la Política del Buen Vecino estadounidense donde México recibió enormes exportaciones de material de película en bruto procedente de los Estados Unidos.